# دوره‌های مجمع تشخیص مصلحت نظام

## دوره اول
| مقام                    | متصدی                       |
| ----------------------- | --------------------------- |
| رئیس قوه مجریه          | سید علی خامنه‌ای (رئیس)      |
| رئیس قوه مقننه          | اکبر هاشمی رفسنجانی         |
| رئیس قوه قضائیه         | سید عبدالکریم موسوی اردبیلی |
| فقهای شورای نگهبان      | محمد محمدی گیلانی           |
| فقهای شورای نگهبان      | احمد جنتی                   |
| فقهای شورای نگهبان      | محمد امامی کاشانی           |
| فقهای شورای نگهبان      | محمد مؤمن                   |
| فقهای شورای نگهبان      | لطف‌الله صافی گلپایگانی      |
| فقهای شورای نگهبان      | محمد یزدی                   |
| فقهای شورای نگهبان      | ابوالقاسم خزعلی             |
| محمدرضا توسلی محلاتی    |                             |
| سید محمد موسوی خوئینی‌ها |                             |
| میرحسین موسوی           |                             |
| سید احمد خمینی          |                             |

## دوره دوم
| مقام                    | متصدی                      | عضویت در دوره قبل |
| ----------------------- | -------------------------- | ----------------- |
| رئیس قوه مجریه          | اکبر هاشمی رفسنجانی (رئیس) | بله               |
| رئیس قوه مقننه          | مهدی کروبی                 | خیر               |
| رئیس قوه قضائیه         | محمد یزدی                  | بله               |
| فقهای شورای نگهبان      | محمد محمدی گیلانی          | بله               |
| فقهای شورای نگهبان      | احمد جنتی                  | بله               |
| فقهای شورای نگهبان      | محمد امامی کاشانی          | بله               |
| فقهای شورای نگهبان      | محمد مؤمن                  | بله               |
| فقهای شورای نگهبان      | غلامرضا رضوانی             | خیر               |
| فقهای شورای نگهبان      | ابوالقاسم خزعلی            | بله               |
| وزیر مربوط              |                            |                   |
| رئیس کمیسیون مربوط      |                            |                   |
| محمدرضا توسلی محلاتی    | محمدرضا توسلی محلاتی       | بله               |
| سید محمد موسوی خوئینی‌ها | سید محمد موسوی خوئینی‌ها    | بله               |
| میرحسین موسوی           | میرحسین موسوی              | بله               |
| سید احمد خمینی          | سید احمد خمینی             | بله               |
| محمدرضا مهدوی کنی       | محمدرضا مهدوی کنی          | خیر               |
| یوسف صانعی              | یوسف صانعی                 | خیر               |
| محمدعلی موحدی کرمانی    | محمدعلی موحدی کرمانی       | خیر               |
| محمدحسن قدیری ابیانه    | محمدحسن قدیری ابیانه       | خیر               |
| حسن صانعی               | حسن صانعی                  | خیر               |
| عبدالله نوری            | عبدالله نوری               | خیر               |

## دوره سوم
| مقام                    | متصدی                      | عضویت در دوره قبل |
| ----------------------- | -------------------------- | ----------------- |
| رئیس قوه مجریه          | اکبر هاشمی رفسنجانی (رئیس) | بله               |
| رئیس قوه مقننه          | علی‌اکبر ناطق نوری          | خیر               |
| رئیس قوه قضائیه         | محمد یزدی                  | بله               |
| فقهای شورای نگهبان      | محمد محمدی گیلانی          | بله               |
| فقهای شورای نگهبان      | سید محمود هاشمی شاهرودی    | خیر               |
| فقهای شورای نگهبان      | احمد جنتی                  | بله               |
| فقهای شورای نگهبان      | محمد امامی کاشانی          | بله               |
| فقهای شورای نگهبان      | محمد مؤمن                  | بله               |
| فقهای شورای نگهبان      | غلامرضا رضوانی             | بله               |
| فقهای شورای نگهبان      | ابوالقاسم خزعلی            | بله               |
| وزیر مربوط              |                            |                   |
| رئیس کمیسیون مربوط      |                            |                   |
| محمدرضا مهدوی کنی       | محمدرضا مهدوی کنی          | بله               |
| حسن صانعی               | حسن صانعی                  | بله               |
| سید احمد خمینی          | سید احمد خمینی             | بله               |
| سید محمد موسوی خوئینی‌ها | سید محمد موسوی خوئینی‌ها    | بله               |
| محمدعلی موحدی کرمانی    | محمدعلی موحدی کرمانی       | بله               |
| محمدرضا توسلی محلاتی    | محمدرضا توسلی محلاتی       | بله               |
| عبدالله نوری            | عبدالله نوری               | بله               |
| میرحسین موسوی           | میرحسین موسوی              | بله               |
| حسن روحانی              | حسن روحانی                 | خیر               |
| حسن حبیبی               | حسن حبیبی                  | خیر               |

## دوره چهارم
| شخصیت‌های حقیقی             | شخصیت‌های حقیقی             | شخصیت‌های حقیقی    |
| عضو                        | عضو                        | عضویت در دوره قبل |
| -------------------------- | -------------------------- | ----------------- |
| اکبر هاشمی رفسنجانی (رئیس) | اکبر هاشمی رفسنجانی (رئیس) | بله               |
| حسن حبیبی (دبیر)           | حسن حبیبی (دبیر)           | بله               |
| محسن رضایی (دبیر)          | محسن رضایی (دبیر)          | خیر               |
| محمدرضا مهدوی کنی          | محمدرضا مهدوی کنی          | بله               |
| ابراهیم امینی              | ابراهیم امینی              | خیر               |
| عباس واعظ طبسی             | عباس واعظ طبسی             | خیر               |
| احمد جنتی                  | احمد جنتی                  | بله               |
| محمد امامی کاشانی          | محمد امامی کاشانی          | بله               |
| محمدعلی موحدی کرمانی       | محمدعلی موحدی کرمانی       | بله               |
| میرحسین موسوی              | میرحسین موسوی              | بله               |
| علی‌اکبر ولایتی             | علی‌اکبر ولایتی             | خیر               |
| محمد محمدی ری‌شهری          | محمد محمدی ری‌شهری          | خیر               |
| حسن صانعی                  | حسن صانعی                  | بله               |
| حسن روحانی                 | حسن روحانی                 | بله               |
| سید محمد موسوی خوئینی‌ها    | سید محمد موسوی خوئینی‌ها    | بله               |
| حبیب‌الله عسگراولادی        | حبیب‌الله عسگراولادی        | خیر               |
| قربانعلی دری نجف‌آبادی      | قربانعلی دری نجف‌آبادی      | خیر               |
| علی لاریجانی               | علی لاریجانی               | خیر               |
| سید مصطفی میرسلیم          | سید مصطفی میرسلیم          | خیر               |
| محمدرضا توسلی محلاتی       | محمدرضا توسلی محلاتی       | بله               |
| عبدالله نوری               | عبدالله نوری               | بله               |
| سید مرتضی نبوی             | سید مرتضی نبوی             | خیر               |
| سید حسن فیروزآبادی         | سید حسن فیروزآبادی         | خیر               |
| غلام‌رضا آقازاده            | غلام‌رضا آقازاده            | خیر               |
| بیژن نامدار زنگنه          | بیژن نامدار زنگنه          | خیر               |
| محمد هاشمی رفسنجانی        | محمد هاشمی رفسنجانی        | خیر               |
| سید محسن نوربخش            | سید محسن نوربخش            | خیر               |
| شخصیت‌های حقوقی             |                            |                   |
| مقام                       | متصدی                      | عضویت در دوره قبل |
| رئیس قوه مجریه             | اکبر هاشمی رفسنجانی        | بله               |
| رئیس قوه مجریه             | سید محمد خاتمی             | خیر               |
| رئیس قوه مقننه             | علی‌اکبر ناطق‌نوری           | بله               |
| رئیس قوه مقننه             | مهدی کروبی                 | خیر               |
| رئیس قوه قضائیه            | محمد یزدی                  | بله               |
| رئیس قوه قضائیه            | سید محمود هاشمی شاهرودی    | بله               |
| فقهای شورای نگهبان         | سید محمود هاشمی شاهرودی    | بله               |
| فقهای شورای نگهبان         | محمد یزدی                  | بله               |
| فقهای شورای نگهبان         | احمد جنتی                  | بله               |
| فقهای شورای نگهبان         | محمد امامی کاشانی          | بله               |
| فقهای شورای نگهبان         | محمد مؤمن                  | بله               |
| فقهای شورای نگهبان         | غلامرضا رضوانی             | بله               |
| فقهای شورای نگهبان         | ابوالقاسم خزعلی            | بله               |
| فقهای شورای نگهبان         | رضا استادی                 | خیر               |
| فقهای شورای نگهبان         | سید حسن طاهری خرم‌آبادی     | خیر               |
| وزیر یا رئیس دستگاه مربوط  |                            |                   |
| رئیس کمیسیون مربوط         |                            |                   |

## دوره پنجم
| شخصیت‌های حقیقی             | شخصیت‌های حقیقی             | شخصیت‌های حقیقی    |
| عضو                        | عضو                        | عضویت در دوره قبل |
| -------------------------- | -------------------------- | ----------------- |
| اکبر هاشمی رفسنجانی (رئیس) | اکبر هاشمی رفسنجانی (رئیس) | بله               |
| محسن رضایی (دبیر)          | محسن رضایی (دبیر)          | بله               |
| محمدرضا مهدوی کنی          | محمدرضا مهدوی کنی          | بله               |
| ابراهیم امینی              | ابراهیم امینی              | بله               |
| عباس واعظ طبسی             | عباس واعظ طبسی             | بله               |
| احمد جنتی                  | احمد جنتی                  | بله               |
| محمد امامی کاشانی          | محمد امامی کاشانی          | بله               |
| محمدعلی موحدی کرمانی       | محمدعلی موحدی کرمانی       | بله               |
| حسن حبیبی                  | حسن حبیبی                  | بله               |
| میرحسین موسوی              | میرحسین موسوی              | بله               |
| علی‌اکبر ولایتی             | علی‌اکبر ولایتی             | بله               |
| محمد محمدی ری‌شهری          | محمد محمدی ری‌شهری          | بله               |
| حسن صانعی                  | حسن صانعی                  | بله               |
| حسن روحانی                 | حسن روحانی                 | بله               |
| سید محمد موسوی خوئینی‌ها    | سید محمد موسوی خوئینی‌ها    | بله               |
| حبیب‌الله عسگراولادی        | حبیب‌الله عسگراولادی        | بله               |
| قربانعلی دری نجف‌آبادی      | قربانعلی دری نجف‌آبادی      | بله               |
| علی لاریجانی               | علی لاریجانی               | بله               |
| سید مصطفی میرسلیم          | سید مصطفی میرسلیم          | بله               |
| محمدرضا توسلی محلاتی       | محمدرضا توسلی محلاتی       | بله               |
| عبدالله نوری               | عبدالله نوری               | بله               |
| سید مرتضی نبوی             | سید مرتضی نبوی             | بله               |
| سید حسن فیروزآبادی         | سید حسن فیروزآبادی         | بله               |
| غلام‌رضا آقازاده            | غلام‌رضا آقازاده            | بله               |
| بیژن نامدار زنگنه          | بیژن نامدار زنگنه          | بله               |
| محمد هاشمی رفسنجانی        | محمد هاشمی رفسنجانی        | بله               |
| سید محسن نوربخش            | سید محسن نوربخش            | بله               |
| مهدی کروبی                 | مهدی کروبی                 | بله               |
| علی‌اکبر ناطق نوری          | علی‌اکبر ناطق نوری          | بله               |
| محمدرضا عارف               | محمدرضا عارف               | خیر               |
| حسین مظفر                  | حسین مظفر                  | خیر               |
| محمدرضا باهنر              | محمدرضا باهنر              | خیر               |
| محمدجواد ایروانی           | محمدجواد ایروانی           | خیر               |
| شخصیت‌های حقوقی             |                            |                   |
| مقام                       | متصدی                      | عضویت در دوره قبل |
| رئیس قوه مجریه             | سید محمد خاتمی             | بله               |
| رئیس قوه مجریه             | محمود احمدی‌نژاد            | خیر               |
| رئیس قوه مقننه             | مهدی کروبی                 | بله               |
| رئیس قوه مقننه             | غلامعلی حداد عادل          | خیر               |
| رئیس قوه قضائیه            | سید محمود هاشمی شاهرودی    | بله               |
| فقهای شورای نگهبان         | سید محمود هاشمی شاهرودی    | بله               |
| فقهای شورای نگهبان         | محمد یزدی                  | بله               |
| فقهای شورای نگهبان         | احمد جنتی                  | بله               |
| فقهای شورای نگهبان         | صادق لاریجانی              | خیر               |
| فقهای شورای نگهبان         | محمد مؤمن                  | بله               |
| فقهای شورای نگهبان         | غلامرضا رضوانی             | بله               |
| فقهای شورای نگهبان         | سید محمدرضا مدرسی یزدی     | خیر               |
| فقهای شورای نگهبان         | رضا استادی                 | بله               |
| فقهای شورای نگهبان         | سید حسن طاهری خرم‌آبادی     | بله               |
| وزیر یا رئیس دستگاه مربوط  |                            |                   |
| رئیس کمیسیون مربوط         |                            |                   |

## دوره ششم
| شخصیت‌های حقیقی             | شخصیت‌های حقیقی             | شخصیت‌های حقیقی    |
| عضو                        | عضو                        | عضویت در دوره قبل |
| -------------------------- | -------------------------- | ----------------- |
| اکبر هاشمی رفسنجانی (رئیس) | اکبر هاشمی رفسنجانی (رئیس) | بله               |
| محسن رضایی (دبیر)          | محسن رضایی (دبیر)          | بله               |
| محمدرضا مهدوی کنی          | محمدرضا مهدوی کنی          | بله               |
| ابراهیم امینی              | ابراهیم امینی              | بله               |
| عباس واعظ طبسی             | عباس واعظ طبسی             | بله               |
| احمد جنتی                  | احمد جنتی                  | بله               |
| محمد امامی کاشانی          | محمد امامی کاشانی          | بله               |
| محمدعلی موحدی کرمانی       | محمدعلی موحدی کرمانی       | بله               |
| حسن حبیبی                  | حسن حبیبی                  | بله               |
| میرحسین موسوی              | میرحسین موسوی              | بله               |
| علی‌اکبر ولایتی             | علی‌اکبر ولایتی             | بله               |
| محمد محمدی ری‌شهری          | محمد محمدی ری‌شهری          | بله               |
| حسن صانعی                  | حسن صانعی                  | بله               |
| حسن روحانی                 | حسن روحانی                 | بله               |
| سید محمد موسوی خوئینی‌ها    | سید محمد موسوی خوئینی‌ها    | بله               |
| حبیب‌الله عسگراولادی        | حبیب‌الله عسگراولادی        | بله               |
| قربانعلی دری نجف‌آبادی      | قربانعلی دری نجف‌آبادی      | بله               |
| علی لاریجانی               | علی لاریجانی               | بله               |
| سید مصطفی میرسلیم          | سید مصطفی میرسلیم          | بله               |
| محمدرضا توسلی محلاتی       | محمدرضا توسلی محلاتی       | بله               |
| عبدالله نوری               | عبدالله نوری               | بله               |
| سید مرتضی نبوی             | سید مرتضی نبوی             | بله               |
| سید حسن فیروزآبادی         | سید حسن فیروزآبادی         | بله               |
| غلام‌رضا آقازاده            | غلام‌رضا آقازاده            | بله               |
| بیژن نامدار زنگنه          | بیژن نامدار زنگنه          | بله               |
| محمد هاشمی رفسنجانی        | محمد هاشمی رفسنجانی        | بله               |
| سید محسن نوربخش            | سید محسن نوربخش            | بله               |
| مهدی کروبی                 | مهدی کروبی                 | بله               |
| علی‌اکبر ناطق نوری          | علی‌اکبر ناطق نوری          | بله               |
| محمدرضا عارف               | محمدرضا عارف               | بله               |
| حسین مظفر                  | حسین مظفر                  | بله               |
| محمدرضا باهنر              | محمدرضا باهنر              | بله               |
| محمدجواد ایروانی           | محمدجواد ایروانی           | بله               |
| غلامعلی حداد عادل          | غلامعلی حداد عادل          | بله               |
| پرویز داودی                | پرویز داودی                | خیر               |
| غلامحسین محسنی اژه‌ای       | غلامحسین محسنی اژه‌ای       | خیر               |
| علی آقامحمدی               | علی آقامحمدی               | خیر               |
| محمد فروزنده               | محمد فروزنده               | خیر               |
| داود دانش‌جعفری             | داود دانش‌جعفری             | خیر               |
| شخصیت‌های حقوقی             |                            |                   |
| مقام                       | متصدی                      | عضویت در دوره قبل |
| رئیس قوه مجریه             | محمود احمدی‌نژاد            | بله               |
| رئیس قوه مقننه             | غلامعلی حداد عادل          | بله               |
| رئیس قوه مقننه             | علی لاریجانی               | بله               |
| رئیس قوه قضائیه            | سید محمود هاشمی شاهرودی    | بله               |
| رئیس قوه قضائیه            | صادق لاریجانی              | بله               |
| فقهای شورای نگهبان         | سید محمود هاشمی شاهرودی    | بله               |
| فقهای شورای نگهبان         | محمد یزدی                  | بله               |
| فقهای شورای نگهبان         | احمد جنتی                  | بله               |
| فقهای شورای نگهبان         | صادق لاریجانی              | بله               |
| فقهای شورای نگهبان         | محمد مؤمن                  | بله               |
| فقهای شورای نگهبان         | غلامرضا رضوانی             | بله               |
| فقهای شورای نگهبان         | سید محمدرضا مدرسی یزدی     | بله               |
| وزیر یا رئیس دستگاه مربوط  |                            |                   |
| رئیس کمیسیون مربوط         |                            |                   |

## دوره هفتم
| شخصیت‌های حقیقی                   | شخصیت‌های حقیقی                   | شخصیت‌های حقیقی    |
| عضو                              | عضو                              | عضویت در دوره قبل |
| -------------------------------- | -------------------------------- | ----------------- |
| اکبر هاشمی رفسنجانی (رئیس)       | اکبر هاشمی رفسنجانی (رئیس)       | بله               |
| محمدعلی موحدی کرمانی (رئیس موقت) | محمدعلی موحدی کرمانی (رئیس موقت) | بله               |
| محسن رضایی (دبیر)                | محسن رضایی (دبیر)                | بله               |
| محمدرضا مهدوی کنی                | محمدرضا مهدوی کنی                | بله               |
| ابراهیم امینی                    | ابراهیم امینی                    | بله               |
| عباس واعظ طبسی                   | عباس واعظ طبسی                   | بله               |
| احمد جنتی                        | احمد جنتی                        | بله               |
| محمد امامی کاشانی                | محمد امامی کاشانی                | بله               |
| حسن حبیبی                        | حسن حبیبی                        | بله               |
| علی‌اکبر ولایتی                   | علی‌اکبر ولایتی                   | بله               |
| محمد محمدی ری‌شهری                | محمد محمدی ری‌شهری                | بله               |
| حسن صانعی                        | حسن صانعی                        | بله               |
| حسن روحانی                       | حسن روحانی                       | بله               |
| سید محمد موسوی خوئینی‌ها          | سید محمد موسوی خوئینی‌ها          | بله               |
| حبیب‌الله عسگراولادی              | حبیب‌الله عسگراولادی              | بله               |
| قربانعلی دری نجف‌آبادی            | قربانعلی دری نجف‌آبادی            | بله               |
| علی لاریجانی                     | علی لاریجانی                     | بله               |
| سید مصطفی میرسلیم                | سید مصطفی میرسلیم                | بله               |
| محمدرضا توسلی محلاتی             | محمدرضا توسلی محلاتی             | بله               |
| عبدالله نوری                     | عبدالله نوری                     | بله               |
| سید مرتضی نبوی                   | سید مرتضی نبوی                   | بله               |
| سید حسن فیروزآبادی               | سید حسن فیروزآبادی               | بله               |
| غلام‌رضا آقازاده                  | غلام‌رضا آقازاده                  | بله               |
| بیژن نامدار زنگنه                | بیژن نامدار زنگنه                | بله               |
| محمد هاشمی رفسنجانی              | محمد هاشمی رفسنجانی              | بله               |
| سید محسن نوربخش                  | سید محسن نوربخش                  | بله               |
| علی‌اکبر ناطق نوری                | علی‌اکبر ناطق نوری                | بله               |
| محمدرضا عارف                     | محمدرضا عارف                     | بله               |
| حسین مظفر                        | حسین مظفر                        | بله               |
| محمدرضا باهنر                    | محمدرضا باهنر                    | بله               |
| محمدجواد ایروانی                 | محمدجواد ایروانی                 | بله               |
| محمود احمدی‌نژاد                  | محمود احمدی‌نژاد                  | بله               |
| احمد وحیدی                       | احمد وحیدی                       | خیر               |
| محمود محمدی عراقی                | محمود محمدی عراقی                | خیر               |
| محمدحسین صفار هرندی              | محمدحسین صفار هرندی              | خیر               |
| حسین محمدی                       | حسین محمدی                       | خیر               |
| شخصیت‌های حقوقی                   |                                  |                   |
| مقام                             | متصدی                            | عضویت در دوره قبل |
| رئیس قوه مجریه                   | محمود احمدی‌نژاد                  | بله               |
| رئیس قوه مجریه                   | حسن روحانی                       | بله               |
| رئیس قوه مقننه                   | علی لاریجانی                     | بله               |
| رئیس قوه قضائیه                  | صادق لاریجانی                    | بله               |
| فقهای شورای نگهبان               | سید محمود هاشمی شاهرودی          | بله               |
| فقهای شورای نگهبان               | محمد یزدی                        | بله               |
| فقهای شورای نگهبان               | احمد جنتی                        | بله               |
| فقهای شورای نگهبان               | محمد مؤمن                        | بله               |
| فقهای شورای نگهبان               | غلامرضا رضوانی                   | بله               |
| فقهای شورای نگهبان               | مهدی شب‌زنده‌دار                   | خیر               |
| فقهای شورای نگهبان               | سید محمدرضا مدرسی یزدی           | بله               |
| دبیر شورای عالی امنیت ملی        | سعید جلیلی                       | خیر               |
| دبیر شورای عالی امنیت ملی        | علی شمخانی                       | خیر               |
| وزیر یا رئیس دستگاه مربوط        |                                  |                   |
| رئیس کمیسیون مربوط               |                                  |                   |

## دوره هشتم
| شخصیت‌های حقیقی                 | شخصیت‌های حقیقی                 | شخصیت‌های حقیقی    |
| عضو                            | عضو                            | عضویت در دوره قبل |
| ------------------------------ | ------------------------------ | ----------------- |
| سید محمود هاشمی شاهرودی (رئیس) | سید محمود هاشمی شاهرودی (رئیس) | بله               |
| صادق لاریجانی (رئیس)           | صادق لاریجانی (رئیس)           | بله               |
| محسن رضایی (دبیر)              | محسن رضایی (دبیر)              | بله               |
| محمدباقر ذوالقدر (دبیر)        | محمدباقر ذوالقدر (دبیر)        | خیر               |
| محمدرضا مهدوی کنی              | محمدرضا مهدوی کنی              | بله               |
| ابراهیم امینی                  | ابراهیم امینی                  | بله               |
| عباس واعظ طبسی                 | عباس واعظ طبسی                 | بله               |
| احمد جنتی                      | احمد جنتی                      | بله               |
| محمد امامی کاشانی              | محمد امامی کاشانی              | بله               |
| محمدعلی موحدی کرمانی           | محمدعلی موحدی کرمانی           | بله               |
| حسن حبیبی                      | حسن حبیبی                      | بله               |
| علی‌اکبر ولایتی                 | علی‌اکبر ولایتی                 | بله               |
| محمد محمدی ری‌شهری              | محمد محمدی ری‌شهری              | بله               |
| حسن صانعی                      | حسن صانعی                      | بله               |
| حسن روحانی                     | حسن روحانی                     | بله               |
| سید محمد موسوی خوئینی‌ها        | سید محمد موسوی خوئینی‌ها        | بله               |
| حبیب‌الله عسگراولادی            | حبیب‌الله عسگراولادی            | بله               |
| قربانعلی دری نجف‌آبادی          | قربانعلی دری نجف‌آبادی          | بله               |
| علی لاریجانی                   | علی لاریجانی                   | بله               |
| سید مصطفی میرسلیم              | سید مصطفی میرسلیم              | بله               |
| محمدرضا توسلی محلاتی           | محمدرضا توسلی محلاتی           | بله               |
| عبدالله نوری                   | عبدالله نوری                   | بله               |
| سید مرتضی نبوی                 | سید مرتضی نبوی                 | بله               |
| سید حسن فیروزآبادی             | سید حسن فیروزآبادی             | بله               |
| غلام‌رضا آقازاده                | غلام‌رضا آقازاده                | بله               |
| بیژن نامدار زنگنه              | بیژن نامدار زنگنه              | بله               |
| محمد هاشمی رفسنجانی            | محمد هاشمی رفسنجانی            | بله               |
| سید محسن نوربخش                | سید محسن نوربخش                | بله               |
| علی‌اکبر ناطق نوری              | علی‌اکبر ناطق نوری              | بله               |
| محمدرضا عارف                   | محمدرضا عارف                   | بله               |
| حسین مظفر                      | حسین مظفر                      | بله               |
| محمدرضا باهنر                  | محمدرضا باهنر                  | بله               |
| محمدجواد ایروانی               | محمدجواد ایروانی               | بله               |
| سید ابراهیم رئیسی              | سید ابراهیم رئیسی              | خیر               |
| محمدباقر قالیباف               | محمدباقر قالیباف               | خیر               |
| غلامرضا مصباحی‌مقدم             | غلامرضا مصباحی‌مقدم             | خیر               |
| صادق واعظ‌زاده                  | صادق واعظ‌زاده                  | خیر               |
| محسن مجتهد شبستری              | محسن مجتهد شبستری              | خیر               |
| سعید جلیلی                     | سعید جلیلی                     | بله               |
| سید محمد صدر                   | سید محمد صدر                   | خیر               |
| احمد توکلی                     | احمد توکلی                     | خیر               |
| شخصیت‌های حقوقی                 |                                |                   |
| مقام                           | متصدی                          | عضویت در دوره قبل |
| رئیس قوه مجریه                 | حسن روحانی                     | بله               |
| رئیس قوه مجریه                 | سید ابراهیم رئیسی              | خیر               |
| رئیس قوه مجریه                 | محمد مخبر(سرپرست)              | بله               |
| رئیس قوه مجریه                 | مسعود پزشکیان                  | خیر               |
| رئیس قوه مقننه                 | علی لاریجانی                   | بله               |
| رئیس قوه مقننه                 | محمدباقر قالیباف               | خیر               |
| رئیس قوه قضائیه                | صادق لاریجانی                  | بله               |
| رئیس قوه قضائیه                | سید ابراهیم رئیسی              | خیر               |
| رئیس قوه قضائیه                | غلامحسین محسنی اژه‌ای           | بله               |
| فقهای شورای نگهبان             | سید محمود هاشمی شاهرودی        | بله               |
| فقهای شورای نگهبان             | محمد یزدی                      | بله               |
| فقهای شورای نگهبان             | احمد جنتی                      | بله               |
| فقهای شورای نگهبان             | صادق لاریجانی                  | بله               |
| فقهای شورای نگهبان             | سید احمد حسینی خراسانی         | خیر               |
| فقهای شورای نگهبان             | محمد مؤمن                      | بله               |
| فقهای شورای نگهبان             | علیرضا اعرافی                  | خیر               |
| فقهای شورای نگهبان             | سید احمد خاتمی                 | خیر               |
| فقهای شورای نگهبان             | سید محمدرضا مدرسی یزدی         | بله               |
| دبیر شورای عالی امنیت ملی      | علی شمخانی                     | بله               |
| رئیس ستاد کل نیروهای مسلح      | محمد باقری                     | خیر               |
| وزیر یا رئیس دستگاه مربوط      |                                |                   |
| رئیس کمیسیون مربوط             |                                |                   |